# Urota
Urota is een geslacht van vlinders van de familie nachtpauwogen (Saturniidae), uit de onderfamilie Saturniinae.

## Soorten
- U. centralis Bouyer, 2008
- U. conjuncta Bouvier, 1930
- U. herbuloti Darge, 1975
- U. koupensis Darge, 2011
- U. manicaensis Basquin, 2012
- U. melichari Bouyer, 2008
- U. nguruensis Darge, 2011
- U. sinope (Westwood, 1849)
- U. ulembwensis Darge, 2011
- U. zambiensis Darge, 2011